# Putterersee
Der Putterersee ist ein etwa 13 ha großer See bei Aigen im Ennstal in der Steiermark, Österreich. Er hat eine Länge von 0,5 km, eine Breite von 0,3 km, eine Tiefe von 6 bis 8 m, wobei die genaue Tiefe variiert, da der Untergrund sehr sumpfig ist. Der See befindet sich auf einer Seehöhe von 650 m ü. A. Er ist für seine ausgezeichnete Wasserqualität bekannt, die er dem vorwiegend moorigen Grund verdankt. 
Der Putterersee ist in Privatbesitz. In den Sommermonaten ist die Badeanlage kostenpflichtig und bietet unter anderem Windsurfen. Auch ein Campingplatz steht zur Verfügung. Im Winter kann man bei entsprechenden Temperaturen bei freiem Eintritt Eislaufen, Eishockey spielen oder Eisstock schießen.
Zu Ende des Zweiten Weltkrieges diente dieser See als „Abrüstplatz“. Diverses Kriegsmaterial, Uniformen und Waffen wurden im See vor den nahenden alliierten Streitkräften entsorgt.

## Name
Der Putterersee wurde um das Jahr 1130 als ad Sewen erstmals schriftlich erwähnt. Mittelhochdeutsch sêwen ist der Dativ Plural von sê „See“. Zu einem späteren Zeitpunkt wurde der Familienname Putterer vorangesetzt.

## Geschichte der Fischerei
Die Fischerei im Putterersee stand seit dem Mittelalter dem Landesfürsten alleine zu. Da die Leute der Umgebung trotzdem in ihm fischten, war der See gegen Mitte des 15. Jahrhunderts beinahe ausgefischt. Am 9. August 1447 bemerkte der spätere Kaiser Friedrich III. in Wiener Neustadt, dass sein See bei Irdning (auch Tangelsee genannt) „mit vischen vast verödt worden sey und auch in ander Weg daran Schad beschech“, und überließ den See seinem Pfleger auf Wolkenstein und Landrichter im Ennstal, Andree Reichenegger, zur alleinigen Nutzung, „damit derselb See widerpracht und uns nutzlich gehalten wurde“.
Vermutlich um 1600 kam der See zum Gut Aigen, als aus einem Gutteil des Reicheneggerbesitzes im Ennstal die neue Herrschaft Friedstein entstand. Das Fischereirecht im Putterersee wurde geteilt. Das Herrschaftsurbar der Putterer aus dem Jahr 1666 vermerkte bereits das Recht zum Fischen und Krebse Fangen auf der südlichen Seeseite, so weit sich die Meiergründe erstrecken. Gleiches stand im Jahr 1796 im Dominikalurbar der Herrschaft. Die Familie Fischer erstand um 1840 das restliche Fischwasser am Putterersee samt den See selbst, 1843 gingen See und Fischereirecht an die Familie Keller. Seit etwa 1890 war am See ein eigener Fischaufseher bestellt, das Fischen blieb den Hausgästen der Familie Dornbusch vorbehalten. Der Fischerverein Irdning hielt seit den 1980er Jahren seine Bezirksmeisterschaft im Sportfischen wiederholt am See ab. Der Öffentlichkeit wurde das Fischen zur Mitte der 1990er Jahre ermöglicht, wobei der Fischbestand des Sees heute als mittel bis gut bezeichnet wird.